# 톰 포먼

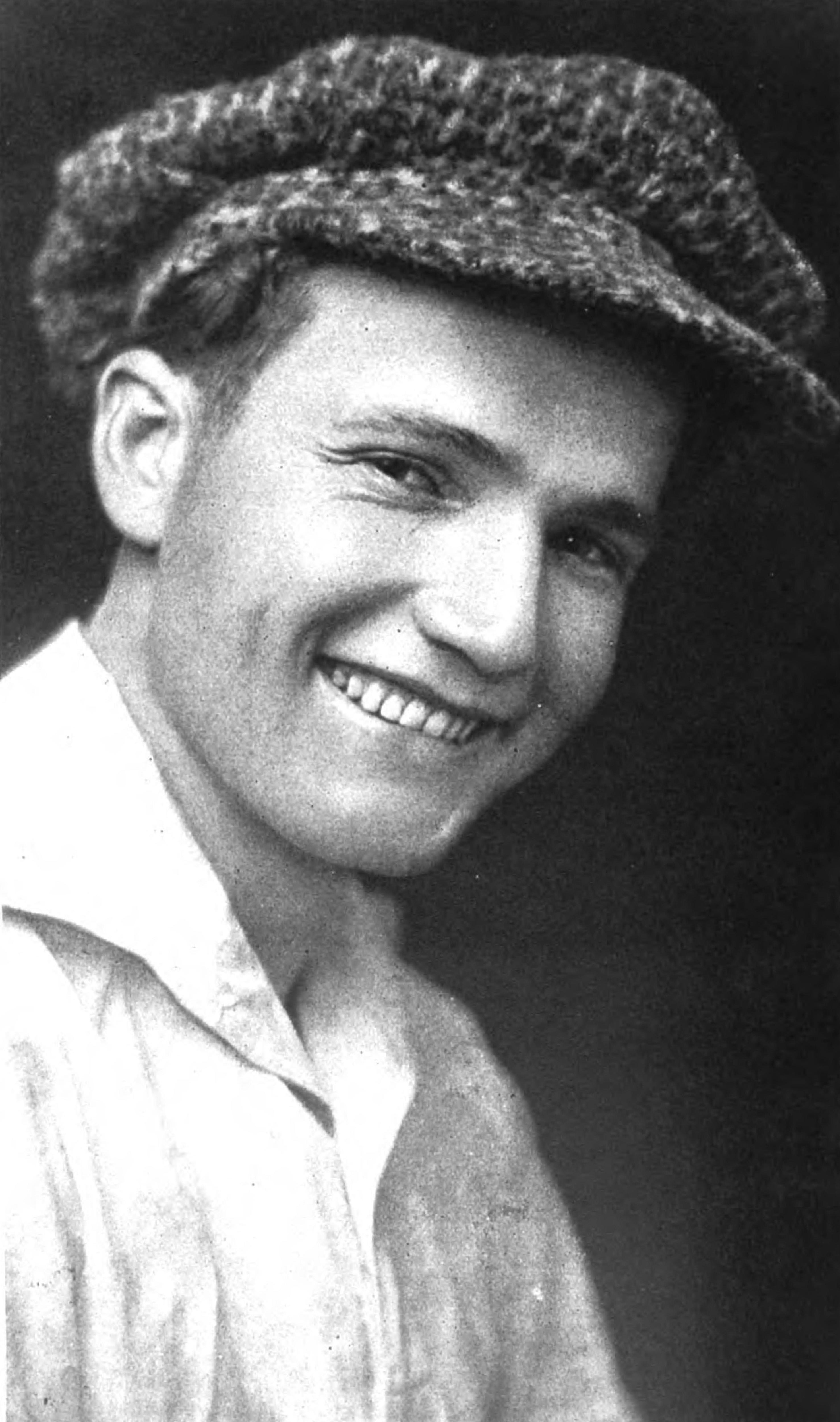

톰 포먼(Tom Forman, 1893년 2월 22일 ~ 1927년 11월 7일)은 미국의 영화 감독, 배우, 영화배우, 각본가이다.
미첼군 (텍사스주)에서 태어났으며 베니스에서 사망하였다. 사인은 총상이다. 할리우드 포에버 공동묘지에 매장되었다.

## 영화
- 스윗 키티 벨라이스 (1916년)